# Esko Aho
Pour les articles homonymes, voir Aho.
Esko Tapani Aho, né à Veteli le 20 mai 1954, est un homme d'État finlandais et ancien Premier ministre de la Finlande.

## Biographie
Il est député de l'Eduskunta, le parlement finlandais, de 1983 à 2003. De 1991 à 1995, Aho est Premier ministre du gouvernement de Finlande dans une coalition constituée du Kesk (centristes), du Kok (conservateurs), du Krist (chrétiens-démocrates) et du SFP (suédophones).
En 2000, il se présente à l'élection présidentielle et arrive en seconde position avec 34,4 % derrière la ministre des affaires étrangères Tarja Halonen, qui obtient 40,0 %. Lors du deuxième tour, il est battu avec 48,4 % par Halonen qui obtient 51,6 %.
Il se retire de la vie politique en 2003. De 2004 à 2008, il est président du SITRA, le fonds national finlandais pour recherche et le développement, avant de rejoindre en août 2008, le groupe Nokia.
Esko Aho est membre du Club de Madrid (en) et du comité exécutif de la Commission trilatérale.

## Distinctions
- Ordre de la Croix de Terra Mariana de première classe